# Fifty Dead Men Walking
Fifty Dead Men Walking (Brasil: O Espião / Portugal: Na Senda dos Condenados) é um filme britânico-canadense de 2008, dirigido por Kari Skogland. É baseado na vida de Martin McGartland.

## Sinopse
Baseado na chocante vida real de Martin McGartland, um jovem irlandês, no final dos anos 80. O filme narra a trajetória de Martin (Jim Sturgess), desde que foi recrutado pela polícia britânica para espionar o IRA. Ao se infiltrar, ele passa a conviver com o mais alto escalão da organização, correndo enormes riscos. O espião envia informações aos britânicos e salva milhares de vidas. Isso, até o dia em que é desmascarado, capturado e torturado. Mas, em uma fuga mirabolante, Martin escapa por pouco da morte e até hoje não se sabe o seu paradeiro.

## Recepção
No site agregador de críticas Rotten Tomatoes, 88% das 48 resenhas dos críticos são positivas. O consenso diz: "Embora um pouco irregular em alguns lugares (...) é um retrato emocionante da história violenta da Irlanda, levado pelos fortes performances de seus atores principais". O Metacritic, que usa uma média ponderada, atribuiu ao filme uma pontuação de 57 em 100, baseado em 16 críticos, indicando críticas "mistas ou médias".